# پلاکس گاتر
longitudeپلاکس گاترlatitudeپلاکس گاتر
پلاکس گاتر یک دهکده کوچک در کنت انگلستان، جایی که لیتل استوور به گریت استوور میپیوند است.